# Alvik

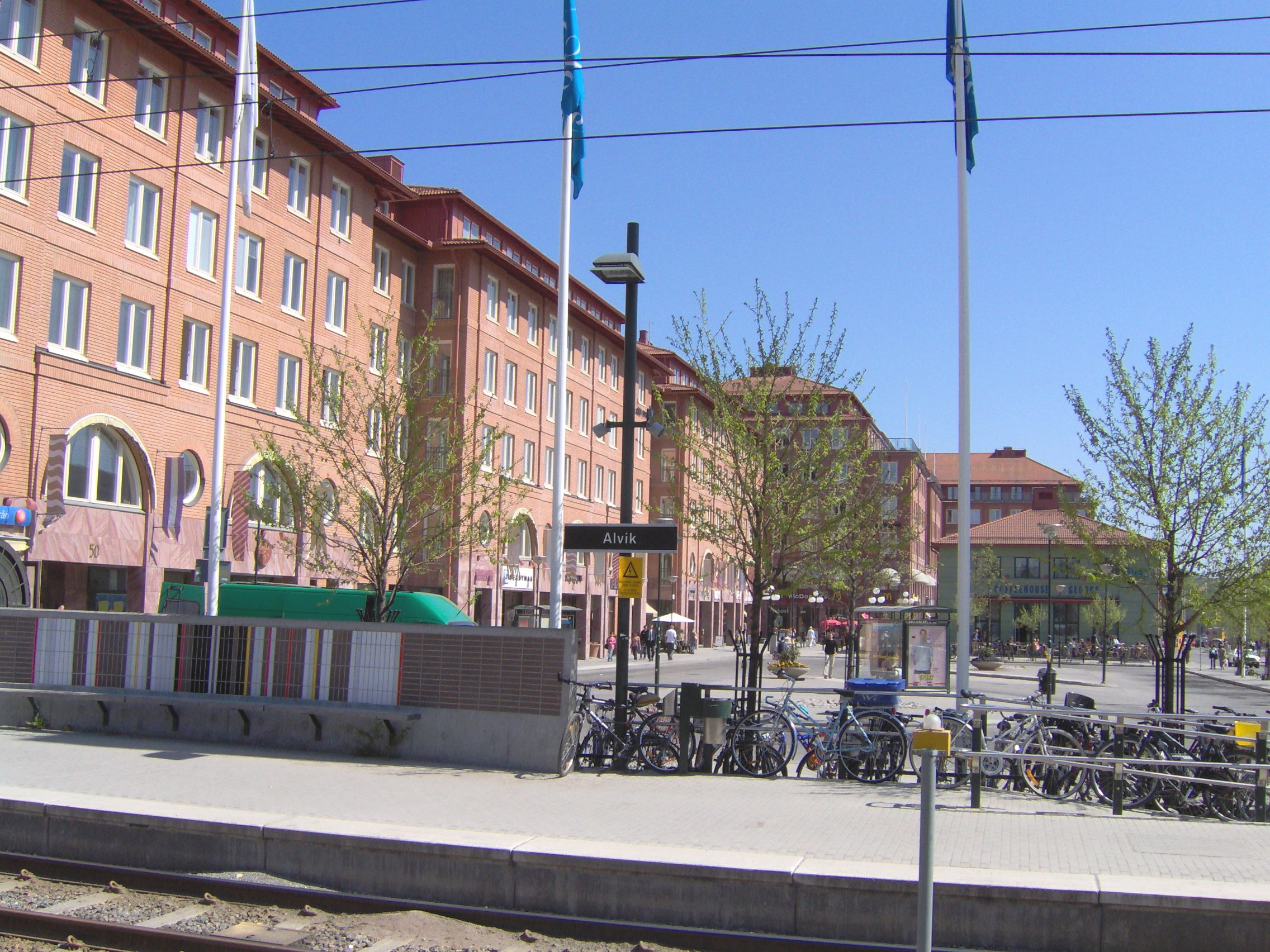
Alvik

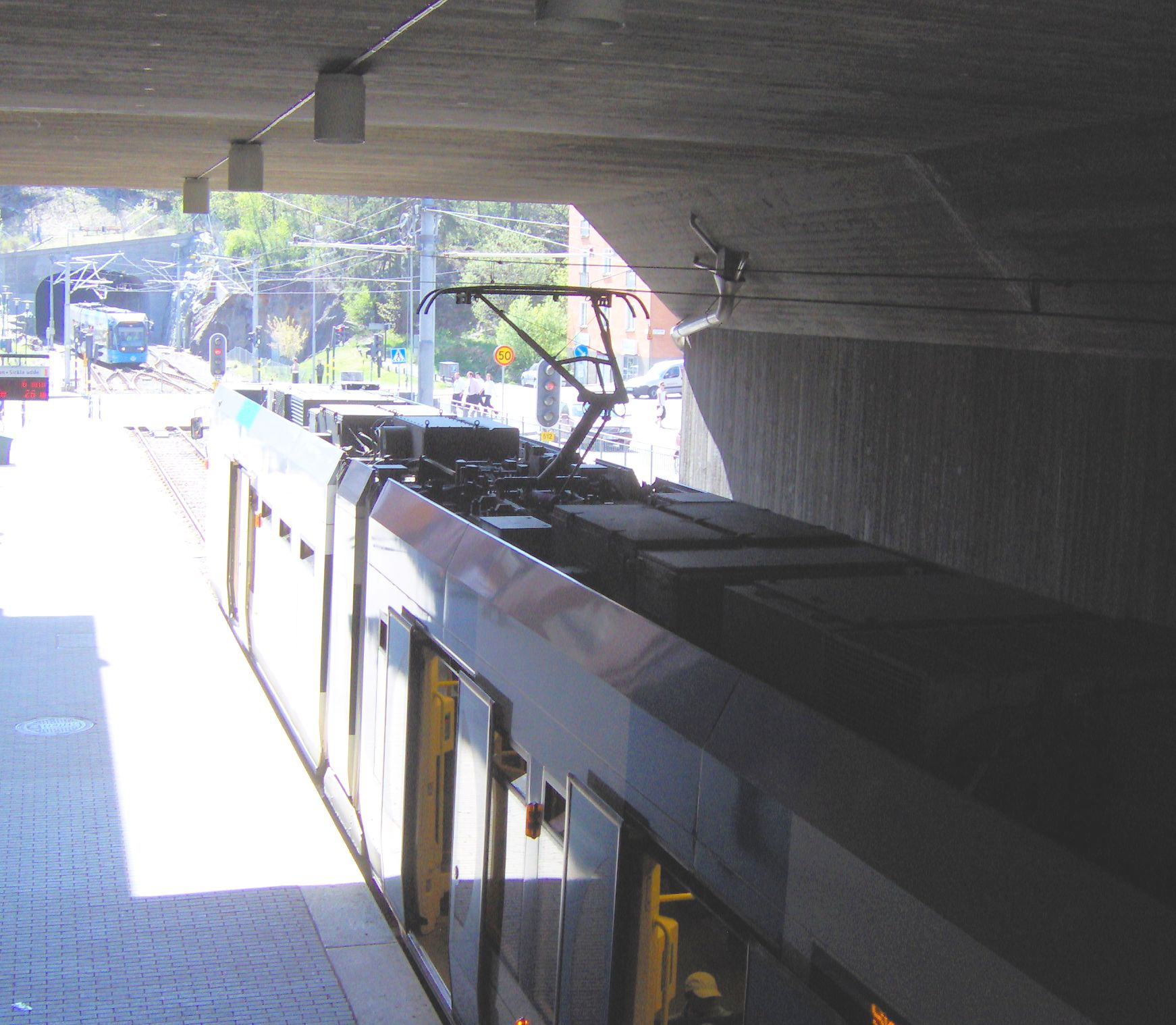
Die Haltestelle der Tvärbana in Alvik

Alvik ist ein Stadtteil im Stadtbezirk Bromma in Stockholm. Alvik dient als Verkehrsknotenpunkt von Bromma und Västerort. Es bestehen Endhaltestellen der beiden Stadtbahnen Tvärbanan und Nockebybanan sowie ein Busterminal und ein kleines Einkaufszentrum. Ferner befindet sich eine Haltestelle der U-Bahn (Tunnelbanan) in Alvik.